# フランツ・ギュルトナー
フランツ・ギュルトナー（ドイツ語: Franz Gürtner, 1881年8月26日 - 1941年1月29日）は、ドイツの裁判官、法曹、政治家。ヴァイマール共和国、ナチス・ドイツ期にかけて法曹の大臣職を歴任し、ヒトラー内閣で法相を務めた。

## 略歴
1881年8月26日、ドイツ帝国領邦バイエルン王国のレーゲンスブルクに機関車技師フランツ・ギュルトナーとその妻マリア(Maria)（旧姓ヴァインツェール(Weinzierl)）の息子として生まれた。
1900年にレーゲンスブルクのノイエ・ギムナジウム（現アルブレヒト・アルトドルファー・ギムナジウム）を卒業後、ミュンヘン大学に入学して法学を学んだ。1904年に大学試験に合格。バイエルンの予備試験を中断し、歩兵第11連隊 に1年間の志願兵として入隊した。1908年に二度目のバイエルン司法国家試験に合格し、ミュンヘンで検察官として働くとともに、バイエルン王国司法省の人事部に勤務した。1911年までミュンヘン第一地方裁判所の第三検事であり、1912年1月にはミュンヘン地方裁判所の判事に任命された。
1914年8月7日、ギュルトナーは予備役将校として第一次世界大戦に出兵し、歩兵第11連隊に徴兵された。当初は西部戦線に配属された。副大隊長まで昇進し、二級鉄十字章と一級鉄十字章、バイエルン軍人功労勲章を授与された。1917年9月からは、バイエルン歩兵702大隊と共にパレスチナのパシャ第2遠征軍団に参加。この功績により、ホーエンツォレルン王家剣付き騎士十字章とオスマン戦争章を受章。オスマン帝国が降伏した1918年10月31日に大隊長に任命され、大隊を率いてコンスタンティノープルに戻り、1919年3月17日にヴィルヘルムスハーフェンに到着し、そこで復員した。大戦中に大尉（Hauptmann）まで昇進した。
戦後は法曹界に戻り、1919年4月11日、ミュンヘン第一管区裁判所の第二検事として勤務を開始した。その4日前、ミュンヘンでソビエト共和国が宣言されたが、バンベルク憲法の下で宣誓し、1920年7月にはヴァイマル憲法の下で宣誓した。翌月、地方裁判所長官に任命され、再びバイエルン法務省に戻った。
ギュルトナーは1922年11月8日、ドイツ国家人民党バイエルン支部の代表としてオイゲン・フォン・クニリング内閣、続くハインリヒ・ヘルトヘルト内閣の法務相に就任した。

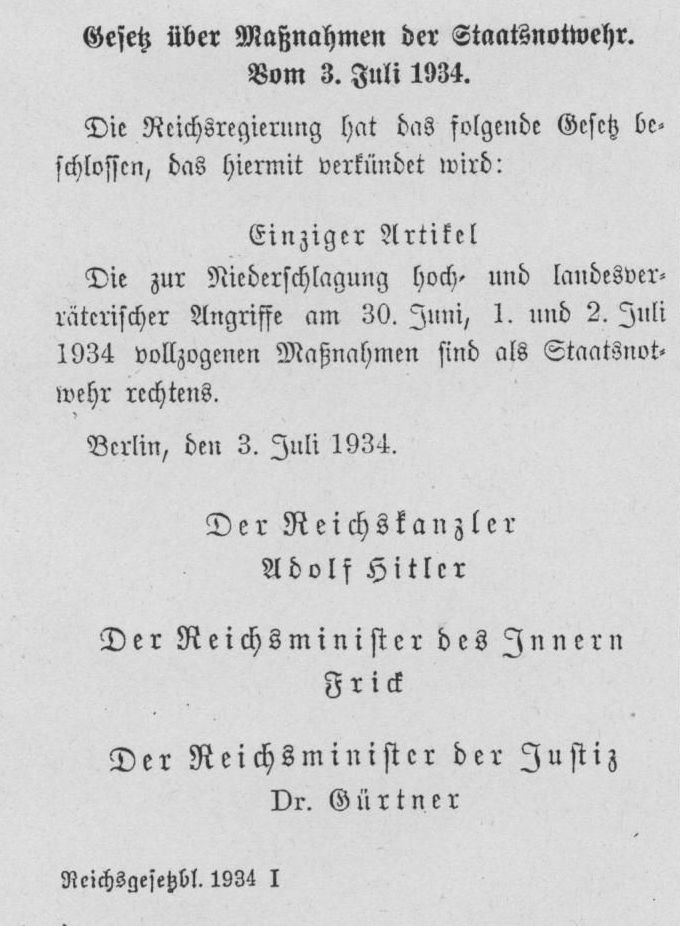
ギュルトナーが署名した国家非常事態防衛法

保守政党ドイツ国家人民党の党員でもあるギュルトナーは右翼犯罪者には大変同情的であった。ヒトラーはじめミュンヘン一揆で罪に問われた国家社会主義ドイツ労働者党（ナチ党）の党員たちにも寛大な判決を下されるよう手回しした。またランツベルク刑務所に収監されたヒトラーが早期釈放されるようにし、釈放後、ただちにナチ党が合法化できるよう取り計らっている。
1932年にはドイツ国首相フランツ・フォン・パーペンからドイツ国法務相(Reichsjustizminister)に指名された。続くクルト・フォン・シュライヒャー内閣でも留任した。
1933年1月30日にナチ党党首ヒトラーが首相に就任した後も、彼の下で法相に留任した。ドイツ裁判官協会を国家社会主義法律家協会に合流させるなど司法のナチ化を進め、ナチ党司法全国指導者ハンス・フランク主導の国家社会主義ドイツ法アカデミーの創設メンバーの一人であった。
一方で司法の独立を守ろうとすることもあり、また強制収容所での囚人の拷問やゲシュタポの無法な捜査には嫌悪感を示すこともあった。
しかし1935年時点ですでに法相ギュルトナーも内相ヴィルヘルム・フリックも親衛隊に対して口を差し挟むことはできなくなっており、何らの歯止め役にもならなかった。それでも解任に至ることはなかった。レーム一揆の政治的粛清で殺害されたカトリックの政治家でプロイセン内務省警察部長だったエーリヒ・クラウゼナー未亡人の代理人としてゲシュタポに拘束された弁護士の釈放に貢献。彼は、拷問によって自白を引き出すゲシュタポのやり方に抗議したが、1935年以降、彼の政治的影響力は次第に弱くなっていった。
1937年1月30日にはヒトラーよりナチス党員名誉金章を授与され、同時にナチ党に入党している（党員番号385,232）。
ギュルトナーの主導で、ヒトラーは1936年10月14日、ドイツにおける死刑は今後、処刑斧の代わりにギロチンで執行されることを決定した。ギュルトナーは法相として、法律や政令の形でナチスによる多数の不正行為に署名した。その中には、ヴァイマル憲法の市民権を停止し、ゲシュタポの法的根拠となった「帝国議会議事堂火災令」や、ユダヤ人と「アーリア人」による性的行為を処罰の対象とした「ニュルンベルク法」などが含まれる。さらに1934年には、レーム一揆での殺人を合法化しようとし、行政権と立法権の分離の廃止を意味する「国家緊急防衛措置法」（Staatsnotwehrgesetz）に署名した。同様に、ユダヤ人にそれぞれ「イスラエル」と「サラ」という差別的なファーストネームを強制的に与えた「姓と名の変更に関する法律の実施に関する第二次法令」（Staatsnotwehrgesetz）の署名者の一人でもあった。1939年から開始されたT4作戦に関しては、ギュルトナーをはじめとする司法省関係者はまったく知らされておらず、これが発覚したのは1940年7月のギュルトナーあて投書によってであった。ギュルトナーは法に基づかない安楽死には反対し、作戦の中止か法制化かを求めていたが、ヒトラーの意志が法制化によらない安楽死であることを知ると、「法源」であるヒトラーの意志に従い、T4作戦への介入を禁じた。
ギュルトナーは1938年、国家社会主義体制に批判的だった歴史家のリカルダ・フックとその義理の息子フランツ・ベームを刑事訴訟から救った。彼はヒトラーによる恩赦の一環として、オーストリアのアンシュルスの後、彼らに対する訴訟を取り下げさせることに成功した。
第二次世界大戦中、法務省の弱々しい抗議はさらに弱体化し、法が機能することはなくなった。地区判事で告白教会のメンバーであったローター・クライシヒは、T4作戦は違法であると正しい抗議の手紙をギュルトナーに送った。ギュルトナーはそこでT4作戦のことを初めて知ったが、「総統の意志を法源として認めることができないのであれば、裁判官であり続けることはできない」と告げ、クライシヒを即座に解任した。
1941年1月29日にベルリンで死去した。